# Liste von Persönlichkeiten aus Cademario
Diese Liste enthält in Cademario geborene Persönlichkeiten und solche, die in Cademario ihren Wirkungskreis hatten, ohne dort geboren zu sein. Die Liste erhebt keinen Anspruch auf Vollständigkeit.

## Persönlichkeiten
(Sortierung nach Geburtsjahr)

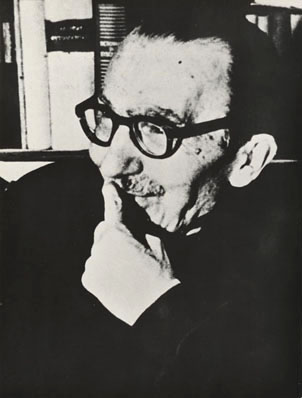
Nikos Kazantzakis

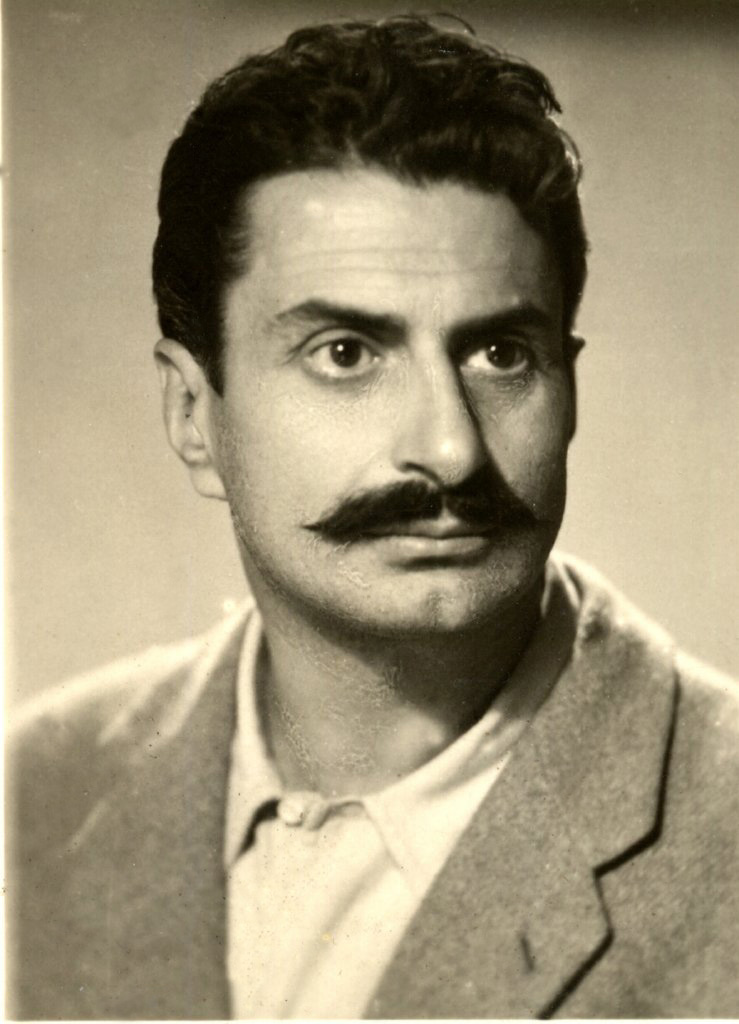
Giovannino Guareschi (1945)

Walo Lüönd (1974)

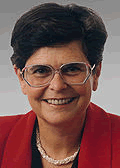
Ruth Dreifuss (2002)

- Allegrante Fontana (* um 1520 in Cademario; † nach 1565 in Civitavecchia ?), Architekt, tätig 1565 mit Michelangelo an der Porta Pia in Rom; dann er wirkt an der Wasserleitung von Civitavecchia und leitete einige Arbeiten in der Spada-Kapelle in der Kirche Santa Maria della Vallicella[1][2][3]
- Stefano Rossi (* um 1590 in Cademario; † nach 1638 ebenda), Baumeister, er verpflichtete sich 1628 mit einem Kollegen, die neue (1638 vollendete) Stiftskirche Santi Cosma e Damiano von Mendrisio zu bauen[4]

- Familie Pianca. [5][6]
  - Domenico Pianca (* um 1690 in Cademario; † nach 1739 in Canale (Piemont) ?), Architekt[6]
  - Francesco Pianca (* 1831 in Cademario; † 1907 ebenda), Eisenbahntechniker[5][7][8]

- Familie Panzera. 
  - Pietro Panzera (* um 1910 in Cademario; † um 1975 ebenda), Physiker der Universität Turin, Dozent an der Lizeum von Lugano[9]
  - Oscar Panzera (* 4. Oktober 1900 in Cademario; † 22. September 1981 ebenda), Naturwissenschaftler der Universität Pavia, Dozent am Lizeum von Lugano[10]
  - Fabio Panzera (* 1945 in Cademario), Ingenieur, Direktor der Firma Mancini&Marti SA[11]
  - Fabrizio Panzera (* 1947 in Sorengo), Forscher, Historiker, Redaktor des BSSI, Dozent an der Universität Mailand, wohnt zeitweise in Cademario[12], Direktor des Fondo nazionale svizzero della ricerca scientifica[13]

- Adolf Keller (1879–1969), Schweizer Arzt und Naturheilkundler, Gründer des Kurhauses Cademario
- Nikos Kazantzakis (1883–1957), griechischen Schriftsteller, wohnte in Cademario
- Karl Lilienfeld (1885–1966), deutscher Kunsthistoriker und -händler, Schriftsteller, wohnte in Cademario
- Ernst Alker (1895–1972), österreichisch-schwedischer Literaturwissenschaftler, Übersetzer, Literaturhistoriker, wohnte in Cademario
- Giovannino Guareschi (1908–1968), italienischer Journalist, Karikaturist und Schriftsteller, wohnte zeitweise in Cademario
- Pio Vanetta (* 28. September 1914 in Cademario; † 6. Januar 1976 ebenda), Postbeamter, Politiker der (CVP), Gemeindepräsident von Cademario
- Walo Lüönd (1927–2012), Schweizer Schauspieler und Kabarettist wohnte in Cademario
- Ruth Dreifuss (* 1940), ehemalige Bundesrätin, ehemalige Sekretärin im Kurhaus von Cademario
- Matthias Bamert (* 1942), ein Schweizer Komponist und Dirigent; wohnte in Cademario
- Ferruccio Marcoli (* 1944 in Cademario; † 13. Oktober 2022 in Lugano), aus Biogno, Fraktion der Gemeinde Croglio, der studierte Psychopädagoge und Philosoph, Psychotherapeut und Sozialanalytiker gründete das Istituto Ricerche di gruppo in Lugano-Besso, dessen Stiftungsrat er heute vorsitzt, und ist Ehrenpräsident der Vereinigung für Generative Psychologie der italienischen Schweiz (APGSI). Er ist der Erfinder der Methode des Geschichtenerzählens und hat neben mehreren Essays die Bücher: Wilfred R. Bion e le esperienze nei gruppi. Armando Roma, 1988; Il pensiero affettivo. Red Como, 1997; Bello è il brutto, brutto il bello. Edizioni IRG Lugano, 2004, 2010; L’individuo eccezionale. Edizioni IRG Lugano, 2010; Il pensiero affettivo. Edizioni IRG Lugano, 2013[14].